# Dodson (Montana)
Dodson è una città degli Stati Uniti d'America situata nel Montana, nella Contea di Phillips.